# Шикимовая кислота
Шики́мовая кислота, по анионной форме известная также как шикима́т —  это органическая  одноосновная моноциклическая мононенасыщенная тригидроксимонокарбоновая кислота. Является интермедиатом в метаболическом пути, получившем название шикиматный путь, благодаря чему является предшественником синтеза таких важнейших соединений, как фенилаланин, тирозин, триптофан, пара-аминобензоат, убихинон.
Впервые выделена в 1885 году Иоганном Фредериком Эйкманом из семян бадьяна анисового (Illicium anisatum) — растения, которое в Японии называют «сикими» (по Хепберну «shikimi», яп. シキミ). Представляет собой бесцветные игольчатые кристаллы с tпл. = 184 °С, хорошо растворимые в воде (180 г/л при 20 °C). До открытия в 1950-х годах шикиматного пути шикимовая кислота считалась редким соединением, встречающимся лишь у некоторых растений.
Хотя шикимовая кислота присутствует у большинства микроорганизмов, растений и грибов, она является лишь промежуточным метаболитом биосинтетических реакций. Поэтому она, не накапливаясь, расходуется на последующие реакции и обнаруживается обычно в очень низких концентрациях. В значительных количествах шикимовая кислота обнаружена только в анисовом бадьяне и родственных растениях.

## Стереоизомеры
Молекула шикимовой кислоты не имеет плоскостей симметрии и содержит 3 стереогенных центра, что обеспечивает возможность существования 23 = 8 стереоизомеров (4 пары энантиомеров). Природная (−)-шикимовая кислота имеет (3R,4S,5R)-конфигурацию, семь других стереоизомеров ((3S,4R,5S)-, (3R,4R,5S)-, (3S,4S,5R)-, (3R,4S,5S)-, (3S,4R,5R)-, (3S,4S,5S)- и (3R,4R,5R)-шикимовые кислоты) не имеют биологического и практического значения. Рацемат из (3R,4S,5R)- и (3S,4R,5S)-шикимовых кислот имеет температуру плавления 191—192 °C.

## Применение
Шикимовая кислота используется в качестве хиральной «затравки» в синтезе фармацевтических препаратов.
Из природной шикимовой кислоты в ходе многоступенчатого синтеза получают осельтамивир — активное вещество медикамента против гриппа Tamiflu. Длинный путь синтеза через опасные промежуточные соединения, небольшой общий выход (примерно 35 %) и дорогостоящая добыча шикимовой кислоты из растительного сырья — бадьяна настоящего (китайского бадьяна) (Illicium verum) — затрудняют производство осельтамивира в больших количествах. Нехватка осельтамивира во время эпидемии птичьего гриппа H5N1 в 2005 году вызвана недостаточным количеством сырья для производства этого препарата.
В связи с недостаточным количеством производимой для нужд фармацевтической промышленности шикимовой кислоты, идёт поиск экономически более целесообразных её источников. Сырьём для получения шикимовой кислоты может служить ликвидамбар. Исследование 2010 года, проведённое Университетом штата Мэн, показало, что шикимовая кислота может также быть выделена из хвои нескольких видов сосны. Проводятся также работы, целью которых является создание штаммов микроорганизмов, пригодных для микробиологического производства шикимовой кислоты.
В настоящее время разработаны методы получения полностью синтетического осельтамивира.